# Шкловское гетто
Шкло́вское гетто — еврейское гетто, существовавшее с июля по декабрь 1941 года как место принудительного переселения евреев города Шклова и близлежащих населённых пунктов в процессе преследования и уничтожения евреев во время оккупации территории Белоруссии войсками нацистской Германии в период Второй мировой войны.

## Оккупация Шклова
В соответствии с переписью населения 1939 года в Шклове проживало 2132 еврея, составлявших 26,7 % от общего числа жителей. Нападение Германии на Советский Союз вынудило часть евреев эвакуироваться вглубь страны, и часть евреев-мужчин было призвано в ряды Красной армии. Точное число евреев, оставшихся в Шклове, не установлено. Эвакуацию власти объявили за день-два до оккупации города, до этого эвакуироваться не разрешалось, а попытки выезда расценивались, как распространение паники.
11 (12)июля 1941 года город был оккупирован немецкими войсками, и оккупация продлилась 2 года и 11 месяцев — до 27 (28) июня 1944 года. Территория Шклова вошла в состав одной из частей Белоруссии, которая административно относилась к штабу тыла группы армий «Центр». Власть в городе принадлежала местной комендатуре, непосредственно подчинявшейся штабу 286-й охранной дивизии, дислоцировавшемуся в Орше.

## Создание гетто
Сразу же после оккупации Шклова гитлеровцы обязали еврейское население носить на одежде шестигранные нашивки желтого цвета.
Предположительно в конце июля 1941 года нацисты загнали евреев из Шклова и деревень Заречье, Рыжковичи, расположенных в южном пригороде, в два гетто.
Первое размещалось на лугу у православной церкви в Рыжковичах. Узники сидели на земле, там же и спали. Гетто охранялось полицаями, но было так называемого «открытого типа» — евреи могли выходить из гетто, обменивая вещи на продукты питания.
Примерно в августе 1941 года часть узников перегнали во второе гетто, но уже «закрытого» типа, находившееся в Шклове на улице Льнозаводской.

## Условия в гетто
Гитлеровцы, используя нацистскую пропаганду, призванную посеять межнациональную рознь, с первых дней оккупации распространяли листовки следующего содержания: «Власть жидовско-большевистских комиссаров в России кончилась», «Самый большой враг народа — жид». Впоследствии некто Лошаков издавал в Шклове газету, где публиковались антисемитские статьи.
Отчуждению евреев от белорусского населения служило обычно и создание юденрата, но о его деятельности в городе практически ничего не известно.
Существовавшее до войны еврейское кладбище в деревне Рыжковичи (южный пригород Шклова) за период оккупации было полностью уничтожено. Могилы сравняли с землей, а камни местные жители растащили на постройки.
Обитателей гетто вынудили жить в ужасной тесноте. В гетто на улице Льнозаводской в каждом доме находилось по 100—150 человек. Узникам запрещалось выходить из помещений после 18:00. Евреев систематически избивали. По воспоминаниям очевидца: «Я вспоминаю, как хоронили жену шкловского раввина. Её разрешили похоронить на кладбище, даже дали лошадь. Я вынес её рваный ватник на улицу и ужаснулся — на нем кишели вши. Моя мама тихо сказала: „Сыночек, её съели вши“».

## Уничтожение гетто
Оккупанты, пользуясь полной безнаказанностью, грабили обитателей гетто, отбирая всё более-менее ценное. Нацисты подвергали евреев истязаниям, не останавливаясь перед убийствами. Так, семью Таруч сбросили в колодец, а одного еврея, после того как выбили золотые зубы, застрелили.
Первая «акция» (таким эвфемизмом гитлеровцы называли организованные ими массовые убийства) была проведена в Шклове в начале августа 1941 года, когда подразделение айнзатцгруппы «В» убило 84 еврея, обвиненных в «поджоге и грабеже». Вероятно, речь идет о расстреле людей, способных организовать сопротивление или стать его активными участниками. Эта же причина объясняет, очевидно, и расстрел в октябре 1941 года 627 евреев, также произведенный подразделением айнзатцгруппы «Б», когда евреям инкриминировали участие в актах саботажа.
В октябре 1941 года узников гетто в Рыжковичах немцы перевезли лодками на противоположный берег реки Днепр в деревню Заречье. В центре деревни евреев усадили на землю и обыскали, отбирая все ценное, после чего построили в колонну и под конвоем немецких солдат и белорусских полицаев погнали к деревне Путники. Евреев убивали в противотанковом рву. В акте Чрезвычайной Государственной комиссии от 18 декабря 1944 года указано, что на территории Городецкого сельсовета у деревни Путники расстреляно и живыми зарыты в землю 2700 человек, но ничего не сказано о национальной принадлежности погибших.
Обитателей второго гетто, находившегося в Шклове, оккупанты на машинах вывозили к ямам у деревень Заречье и Рыжковичи. Затем раздевали до нижнего белья, укладывали на землю и убивали. Многих предварительно избивали, а детей бросали в яму живыми. Число жертв составляет приблизительно 3200 человек. Только в сентябре 1941 года в Заречье были убиты около 300 евреев из Шклова.
По свидетельству С. М. Петровской, расстрелы проводились осенью 1941 года и в декабре 1941 года. Согласно показаниям очевидца событий Р. А. Шер, активное участие в казни принимали обер-лейтенант тайной полевой полиции Рогнер, его помощник фельдфебель Эвальд Юлиус и обер-ефрейтор Егер Эмиль.
Число евреев, проживавших до войны в Шклове, Заречье и Рыжковичах не соответствует количеству погибших, указанному в документах. На сегодняшний день не представляется возможным объяснить подобную разницу в цифрах. Вероятно, численность погибших в Шклове, Заречье, Рыжковичах не превышает 3200 человек.

## Случаи спасения
Удалось выжить Шуминой Александре и Гарцевской Лизе, вступившим в дальнейшем в ряды партизанской бригады «Чекист». Убежавшая во время расстрела Пушилина Татьяна стала бойцом бригады Керпича. Якову Шумину, также бежавшему с места казни, партизаны не поверили, и ему пришлось доказывать, что он не предатель.
Из оккупированного Шклова ушли к партизанам Альтшулер Татьяна (бригада Ильина), Барышникова Ольга (бригада «Чекист»), Гальперин Борис и Гальперина Эсфирь (отряд № 345), Дымент Самуил Манулович (бригада Жунина отряд № 8), Дымент Самуил Менделевич («Чекист», отряд Калюшникова), Задов Ефим и Зелкина Мария (бригада «Чекист»), Каган Михаил (бригада «Чекист», отряд № 20), Кобзева Мария (бригада «Чекист») Ковалева, Маховер Лев (бригада «Чекист», отряд № 20), Муховер Броня, Рамендик Татьяна, Рискина Бася (бригада «Чекист», отряд № 10), Таруч Рита (бригада «Чекист», отряд Калюшникова), брат и сестра Шницер Абрам, Шницер Мария (бригада «Чекист»). Погибли в бою Ельканович Самуил (бригада «Чекист», отряд № 5), Цейтнин Михаил (бригада «Чекист», отряд № 20).

## Память
Место расстрела шкловских евреев находилось в поле рядом с городом. После войны поле было распахано и засеяно картофелем.
Примерно в 1955 году в Шклове по требованию родственников произвели эксгумацию останков погибших и перевезли на городское еврейское кладбище в деревне Рыжковичи, где установлен памятник.
У Александра Городницкого в фильме «В поисках идиша» (2008) Анатолий Наливаев, чудом спасшийся в Рыжковичах, поёт поминальную молитву на месте расстрела узников Шкловского гетто.